# Bematistes nicega
Bematistes nicega är en fjärilsart som beskrevs av Suffert 1904. Bematistes nicega ingår i släktet Bematistes och familjen praktfjärilar. Inga underarter finns listade i Catalogue of Life.